# Джан Хън
Джан Хън (на традиционен китайски: 張衡, на опростен китайски: 张衡, на пинин: Zhāng Héng) е китайски енциклопедист, математик, астроном, географ, художник, поет и философ. Изобретател е на първия сеизмограф. Прави своето изобретение през 2 век.
Започва кариерата си като държавен служител в Нанян. Накрая се издига до главен астроном, префект на кметовете за служебни превози, а след това и служител в императорския двор. Неговата безкомпромисна позиция по отношение на историческите проблеми го превръщат в противоречива фигура. Политическото му съперничество с дворцовите евнуси по време на управлението на император Шун (125 – 144 г.) го принуждава да се оттегли, за да работи като администратор в кралство Хъдзиен (днешен Хъбей). След това за кратко се завръща в роден Нанян, преди да бъде извикан на служба в столицата отново през 138 г. Той умира там година по-късно.
Хън използва обширните си познания по механика и предавателни механизми в няколко от изобретенията си. Той създава първата в света армиларна сфера, задвижвана от вода, с която да подпомага астрономическите наблюдения, подобрява водния часовник като добавя още един резервоар и изобретява сеизмографа, който разпознава географската посока на земетресения в радиус от 500 km. Освен това той подобрява предишните китайски изчисления за пи, документира около 2500 звезди в своя обширен звезден каталог и излага теориите си относно Луната и връзката ѝ със Слънцето. По-конкретно, той дискутира сферичността на Луната, нейното осветяване от слънчева светлина от едната страна и скритата природа на другата страна, както и естеството на слънчевите и лунните затъмнения. От друга страна, поезията му е известна за времето си и се изучава и анализира от по-късните китайски писатели. Хън получава множество посмъртни почести за изследванията и изобретенията си. Приносите му в областта на астрономията са сравнявани с тези на Клавдий Птолемей (86 – 161 г.).